# Shalinee Valaydon
Shalinee Valaydon, née le 13 avril 1986 à Vacoas-Phœnix, est une haltérophile mauricienne.

## Carrière
Shalinee Valaydon est médaillée de bronze aux Championnats d'Afrique 2012 dans la catégorie des plus de 75 kg, puis médaillée d'argent de la même catégorie aux Championnats d'Afrique 2013 ainsi qu'aux Championnats d'Afrique 2016.
Elle est médaillée de bronze des plus de 90 kg aux Championnats d'Afrique 2017 et médaillée d'argent dans la même catégorie aux Championnats d'Afrique 2018. Elle est médaillée d'argent des plus de 87 kg aux Championnats d'Afrique 2019.